# Dinastiile Chinei
Prima dinastie chinezǎ, consemnatǎ istoric, a purtat denumirea de Xia, fiind fondatǎ de cǎtre Yu cel Mare. Aceasta a existat, cu aproximație, între anii 2205 î.Hr și 1766 î.Hr.
Prima dinastie imperială centralizată Chinezǎ, fost întemeiată în anul 221 î.Hr. de împăratul „ Qín Shǐhuáng” și a urmat perioadei cunoscute sub denumirea de Perioada Statelor Combatante (Zhanguo Shidai chin. 战国时代/戰國時代, Zhànguó Shídài) (475 - 221 î.Hr.). China Imperială  a durat timp de  2.133 de ani până la declararea Republicii Chineze, la 1 ianuarie 1912 de Sun Yatsen (chin. 孙逸仙/孫逸仙, Sūn Yìxiān) și abdicarea ultimului împărat chinez „Pǔ Yí, la 12 februarie 1912. 
Al doilea președinte al Republicii Chineze, Yuan Shikai,  se va declara însă împărat (în 1916) restaurând (între 22 decembrie 1915 – 22 martie 1916), o monarhie mai puțin importantă din punct de vedere istoric si nerecunoscută ca atare.

## Dinastii
| Numele | Numele                       | Numele                    | Numele                                                                                               | Conducători          | Casa sau clanul conducător                     | Perioada                               | Perioada    |
| --- | ---------------------------- | ------------------------- | --- | -------------------- | ---------------------------------------------- | -------------------------------------- | ----------- |
| Trei Auguști și Cinci Suverani                                                                                     | 三皇五帝                     | Sān Huáng Wǔ Dì           | Ca în engleză                                                                                        | (list)               | a variat                                       | 2500-2070 î.Hr                         | 430         |
| Dinastia Xia | 夏                           | Xià                       | Necunoscut,Posibil un toponim                                                                        | (list)               | Sì (姒)                                        | 2070–1600 î.Hr                         | 470         |
| Dinastia Shang | 商                           | Shāng                     | Toponim                                                                                              | (list)               | Zǐ (子)                                        | 1600–1029 î.Hr                         | 571         |
| Dinastia Zhou Occidentalǎ                                                                                          | 西周                         | Xī Zhōu                   | Toponim                                                                                              | (list)               | Jī (姬)                                        | 1029–771 î.Hr                          | 275         |
| Dinastia Zhou Orientalǎ Tradițional divizată între Perioada Primăverilor și Toamnelor Perioada Statelor Combatante | 東周 / 东周 春秋 戰國 / 战国 | Dōng Zhōu Chūnqiū Zhànguó | Toponim "Istorii" (literalmente "Perioada Primăverilor și Toamnelor") "Perioada Statelor Combatante" | (list) (list) (list) | Jī (姬) variază                                | 770–256 î.Hr 722–476 î.Hr 475–221 î.Hr | 514 246 254 |
| Dinastia Qin | 秦                           | Qín                       | Necunoscut, Probabil toponim                                                                         | (list)               | Yíng (嬴)                                      | 221–206 BC                             | 15          |
| Dinastia Han Occidentalǎ                                                                                           | 西漢 / 西汉                  | Xī Hàn                    | Toponim                                                                                              | (list)               | Liú (劉 / 刘)                                  | 206 sau 202 î.Hr–9 AD, 23-25 AD        | 215         |
| Dinastia Xin | 新                           | Xīn                       | "Nou"                                                                                                | (list)               | Wáng (王)                                      | 9–23 d.Hr                              | 14          |
| Dinastia Han Orientalǎ                                                                                             | 東漢 / 东汉                  | Dōng Hàn                  | Toponim                                                                                              | (list)               | Liú (劉 / 刘)                                  | 25–220                                 | 195         |
| Perioada celor Trei Regate                                                                                         | 三國 / 三国                  | Sān Guó                   | Ca în engleză                                                                                        | (list)               | Cáo (曹) Liú (劉 / 刘) Sūn (孫 / 孙)           | 220–265 sau 280                        | 45          |
| Dinastia Jin Occidentalǎ                                                                                           | 西晉 / 西晋                  | Xī Jìn                    | Titlu Ducal                                                                                          | (list)               | Sīmǎ (司馬 / 司马)                             | 265–317                                | 52          |
| Dinastia Jin Orientalǎ                                                                                             | 東晉 / 东晋                  | Dōng Jìn                  | Titlu Ducal                                                                                          | (list)               | Sīmǎ (司馬 / 司马)                             | 317–420                                | 103         |
| Dinastiile de Nord și Sud                                                                                          | 南北朝                       | Nán Běi Cháo              | Ca în engleză                                                                                        | (list)               | variază                                        | 386 or 420–589                         | 169         |
| Dinastia Sui | 隋                           | Suí                       | Titlu Ducal (随 omofon)                                                                              | (list)               | Yáng (楊 / 杨)                                 | 581–618                                | 37          |
| Dinastia Tang | 唐                           | Táng                      | Titlu Ducal                                                                                          | (list)               | Lǐ (李)                                        | 618–907                                | 289         |
| Perioada celor Cinci Dinastii și Zece Regate                                                                       | 五代十國 / 五代十国          | Wǔ Dài Shí Guó            | ca în engleză                                                                                        | (list)               | variază                                        | 907–960                                | 53          |
| Dinastia Song de Nord                                                                                              | 北宋                         | Běi Sòng                  | Toponim                                                                                              | (list)               | Zhào (趙 / 赵)                                 | 960–1127                               | 167         |
| Dinastia Song de Sud                                                                                               | 南宋                         | Nán Sòng                  | Toponim                                                                                              | (list)               | Zhào (趙 / 赵)                                 | 1127–1279                              | 152         |
| Dinastia Liao | 遼 / 辽                      | Liáo                      | "Vast" sau "Fier" (Khitan)                                                                           | (list)               | Yelü (; 耶律)                                  | 907 or 916–1125                        | 209         |
| Dinastia Jin | 金                           | Jīn                       | "Aur"                                                                                                | (list)               | Wanggiyan (; 完顏 / 完颜)                      | 1115–1234                              | 119         |
| Xia Occidentala | 西夏                         | Xī Xià                    | Toponim                                                                                              | (list)               | Lie (; 李)                                     | 1038–1227                              | 189         |
| Dinastia Yuan | 元                           | Yuán                      | "Măreț" sau "Întâia"                                                                                 | (list)               | Borjigin (ᠪᠣᠷᠵᠢᠭᠢᠨ; 孛兒只斤 / 孛儿只斤)       | 1271–1368                              | 97          |
| Dinastia Ming | 明                           | Míng                      | "Luminat"                                                                                            | (list)               | Zhū (朱)                                       | 1368–1644 or 1662                      | 276         |
| Dinastia Qing | 清                           | Qīng                      | "Pur" sau "Aur" (Manchu)                                                                             | (list)               | Aisin Gioro (ᠠᡳᠰᡳᠨ ᡤᡳᠣᡵᠣ; 愛新覺羅 / 爱新觉罗) | 1636 or 1644–1911                      | 268         |